# Marquesado de Campo Ameno
El Marquesado de Campo Ameno es un título nobiliario español creado por Fernando VI el 6 de marzo de 1755 para Alonso González del Valle y Álvarez de Buillas, gobernador de Ica (Perú). Después de ostentarlo tres personas, el título cayó en desuso hasta que el 21 de julio de 1950 fue rehabilitado por Silverio Fernández de Cotarelo y de Ovies, casado con América Fernández y Pérez-Iturralde, que se convirtió en el IV marqués de Campo Ameno. Le sucedió en 1966 su sobrina (hija de su hermana), Ana María Fernández de Corugedo y Fernández de Cotaredo, V marquesa, que casó con Fernando Pérez-Ullivarri y Brasac. Por cesión del título, le sucedió en 2005 su hijo Fernando Pérez-Ullivarri y Fernández de Corugedo, sin embargo dicha cesión fue revocada en 2014 y manteniéndose el título en manos de la anterior titular.

## Marqueses de Campo Ameno
- I marqués: Alonso González del Valle y Álvarez de Buillas (Avilés, 1696-?), gobernador de Castrovirreyna, hijo de Tomás González de Valle (n. Gozón, 1 de febrero de 1654) y de María Álvarez Otero.[2]

1. Casó en 1733 con Josefa Gómez Pedrero y Fuertes. Le sucedió su hijo:

- II marqués: Alonso Eusebio González del Valle y Gómez Pedrero (Ica, 1734-?), coronel del Regimiento de Caballería Ligera y gobernador de Ica

1. Casó en 1760 con María Isabel de Apesteguía y Díez de la Torre, hija del I marqués de Torrehermosa. Le sucedió su hijo:

- III marqués: Alonso González del Valle y Apesteguía (Ica, [1760-), comandante general de Ica

1. Casó en 1824 con María Gertrudis González de Astuy. La pareja tuvo varios hijos: José Antonio (n. 1793), María Eusebia (n. 1798), Francisco Javier (n. 1800), Juan Domingo (n. 1802) y Francisco José (n. 1805).

A la muerte del último titular, los derechos los heredó su hijo Francisco Javier González del Valle, quien se casó en 1835 con Ramona Gómez de Arriarán y Egurrola. Los descendientes de sus hijos (Alonso, Ramón y Enrique) residen en el Perú.

### Rehabilitación
- IV marqués: Silverio Fernández de Cotarelo y de Ovies (m. Madrid, 7 de octubre de 1965)[3][4]  Contrajo matrimonio con América Fernández Pérez, hija de Rafael Fernández Rodríguez de Maribona, conocido como Rafael Llanera.[5]

- V marquesa: Ana María Fernández-Corugedo y Fernández de Cotarelo, casada con Fernando Pérez-Ullivarri Brasac.[6] En 2005 cedió el título a su hijo:

- VI marqués: Fernando Pérez-Ullivarri y Fernández-Corugedo.[7][8] En 2014 se anuló a cesión del título volviendo la merced a su madre:

- VII marquesa Ana María Fernández-Corugedo y Fernández de Cotarelo.